# Diplocolenus kazsabi
Diplocolenus kazsabi är en insektsart som beskrevs av Dlabola 1965. Diplocolenus kazsabi ingår i släktet Diplocolenus och familjen dvärgstritar. Inga underarter finns listade i Catalogue of Life.